# La Ronde (Freizeitpark)
Koordinaten: 45° 31′ 21″ N, 73° 32′ 6″ W
La Ronde ist ein Vergnügungspark im kanadischen Montreal. Der 591.000 Quadratmeter große Freizeitpark befindet sich auf der Île Sainte-Hélène, wird von der  Freizeitpark-Kette Six Flags betrieben und ist nach dem Canada’s Wonderland in Ontario der zweitgrößte in Kanada. Er ist jeweils von Mai bis Oktober geöffnet.
Der Freizeitpark La Ronde wurde im April 1967 als Teil der Weltausstellung Expo 67 eröffnet. Von den damaligen Attraktionen ist bis auf kleinere Fahrgeschäfte für Kinder fast nichts erhalten geblieben. Der Park bietet gegenwärtig (2011) 40 Fahrgeschäfte, darunter elf Achterbahnen und drei Wildwasserbahnen. Außerdem sind der 100 Meter hohe Aussichtsturm La Spirale und die von Willy Habegger gebaute Einschienenbahn Minirail aus dieser Zeit erhalten. Der Aussichtsturm, der nach dem Prinzip des Gyro-Tower von der Schweizer Firma Von Roll errichtet wurde, kann bis zu 64 Personen auf eine Höhe von 73 Metern befördern.
Die Anlage gehörte bis zum Verkauf an Six Flags am 4. Mai 2001 der Stadt Montreal. Der Kaufpreis betrug 20 Millionen US-Dollar, ein spezieller Pachtvertrag (emphyteutic lease) sichert der Kette die Grundstücksrechte bis ins Jahr 2065. Am 13. Mai 2006 wurde die neunte Achterbahn Goliath eröffnet, was sie zur zweitschnellsten und zweithöchsten Achterbahn Kanadas nach Behemoth macht. Im Jahr 2007 betrug die Besucherzahl 1.915.000.
Der Park ist jeden Sommer Austragungsort des internationalen Feuerwerkwettbewerbs L’International des Feux Loto-Québec.

## Achterbahnen
| Name                   | Typ                                     | Hersteller           | Eröffnungsjahr | Hinweise | Weblinks |
| ---------------------- | --------------------------------------- | -------------------- | -------------- | --- | -------- |
| Boomerang              | Shuttle Coaster                         | Vekoma               | 1984           | Wurde ursprünglich (evtl. auch nur teilweise) in Tivoli (Las Palmas) errichtet, bevor die Bahn nach La Ronde kam.                                     |          |
| Dragon                 | Familienachterbahn, Dunkelachterbahn    | Intamin              | 1994           | |          |
| Ednör - L’Attaque      | Inverted Coaster                        | Vekoma               | 2010           | Wurde ursprünglich 1999 als Serial Thriller in Six Flags AstroWorld eröffnet und befand sich von 2005 bis 2009 eingelagert in Six Flags Great Escape. |          |
| Goliath                | Hyper Coaster                           | Bolliger & Mabillard | 2006           | |          |
| Marche du Mille-pattes | Familienachterbahn, Minenachterbahn     | Arrow Dynamics       | 1967           | Fuhr bis 2004 unter dem Namen Petites Montagnes Russes.                                                                                               |          |
| Monstre                | Holzachterbahn, Duelling Roller Coaster | Martin & Vleminckx   | 1985           | Eine der beiden Spuren wurde erst 1086 eröffnet. |          |
| Toboggan Nordique      | Wilde Maus                              | Zamperla             | 2003           | |          |
| Vampire                | Inverted Coaster                        | Bolliger & Mabillard | 2002           | |          |

### Ehemalige Achterbahnen
| Name             | Typ                              | Hersteller  | Eröffnungsjahr     | Schließungsjahr    | Hinweise | Weblinks |
| ---------------- | -------------------------------- | ----------- | ------------------ | ------------------ | --- | -------- |
| Cobra            | Stand-Up Coaster                 | Intamin     | 1995               | 2016               | Ursprünglich 1988 als Stand Up im Skara Sommarland eröffnet. |          |
| La Course        | Stahlachterbahn ohne Inversionen | Zierer      | 1972 (oder früher) | 1976 (oder später) | Eigentümer der Bahn war Dick Marchant. Nach dem Aufenthalt in La Ronde befand die Bahn sich zunächst bis 2018 als Flitzer in Jenkinson's Boardwalk, bevor sie 2019 in Jolly Roger Amusement Park als Barracuda eröffnet wurde.                                                                                           |          |
| Montagnes Russes | Stahlachterbahn ohne Inversionen | Schwarzkopf | zw. 1967 und 1971  | 1984 (oder früher) | Nach dem Aufenthalt in La Ronde befand die Bahn sich zunächst bis 1996 als Montagnes Russes in Old Indiana Fun-n-Water Park, bevor sie 1999 in State Fair of Texas als Comet II eröffnet wurde. Dort wurde sie bis 2001 betrieben. Die Bahn kam auch in den Filmen Breaking All the Rules von 1985 und Wow von 1970 vor. |          |
| Super Manège     | Stahlachterbahn mit Inversionen  | Vekoma      | 1981               | 2019               | |          |
| Vipère           | 4th-Dimension-Coaster            | Intamin     | nie errichtet      | nie errichtet      | Wurde ursprünglich 2011 als Green Lantern: First Flight in Six Flags Magic Mountain eröffnet und sollte dann 2020 in La Ronde wieder eröffnet werden. Bis heute (Stand Dezember 2022) ist die Bahn allerdings weiterhin in La Ronde eingelagert.                                                                         |          |